# Bathynella riparia
Bathynella riparia är en kräftdjursart som beskrevs av Pennak och Ward 1985. Bathynella riparia ingår i släktet Bathynella och familjen Bathynellidae. Inga underarter finns listade i Catalogue of Life.